# Carla Suárez Navarro
Suárez  Navarro est un nom espagnol. Le premier nom de famille, en général paternel, est Suárez ; le second, en général maternel, souvent omis, est Navarro.
Pour les articles homonymes, voir Suárez et Navarro.
Ne pas confondre avec Paola Suárez, également joueuse de tennis.
Carla Suárez Navarro, née le 3 septembre 1988 à Las Palmas de Gran Canaria, est une joueuse de tennis espagnole, professionnelle de 2003 à 2021.
Dotée d'un revers à une main, elle excelle en défense sur sa ligne de fond de court. Elle n'hésite toutefois pas à prendre l'initiative dans l'échange dès que possible grâce à un large éventail de coups, long de ligne ou court-croisés.
Titrée à deux reprises en simple sur le circuit principal, elle a atteint la sixième place mondiale en 2016. Elle a également remporté six tournois WTA en double. Membre de l'équipe espagnole de Fed Cup, elle a notamment participé à la finale de 2008, perdue contre la Russie.
Ouvertement lesbienne, elle est en couple avec la footballeuse Olga García (es).

## Carrière
À Roland-Garros en 2008, pour sa première participation dans un tableau final de Grand Chelem, elle élimine Amélie Mauresmo au 2e tour puis atteint les quarts de finale, sortie par la numéro trois mondiale du moment Jelena Janković.
Elle récidive la même performance à l'Open d'Australie 2009, non sans avoir préalablement sorti Venus Williams.

### 2014: premier titre sur le circuit WTA
Le 3 mai 2014, Suárez Navarro remporte son premier titre sur le circuit WTA lors de la dernière édition du Tournoi de tennis d'Estoril, battant en finale la Russe Svetlana Kuznetsova en trois sets (6-4, 3-6, 6-4).

### 2015: premières finales en Premier à Miami et Rome
Au printemps, elle atteint sa première finale Premier Mandatory à Miami. Elle bat Agnieszka Radwańska, Venus Williams et Andrea Petkovic avant de perdre 2–6, 0–6, en finale contre Serena Williams. Malgré cette défaite, elle entre dans le top dix du classement mondial pour la première fois de sa carrière. À Rome, à l'Internazionali BNL d'Italia, elle atteint sa première finale au niveau Premier 5. Elle a enregistré trois victoires sur les dix meilleures joueuses lors du même événement pour la première fois avec des victoires sur Eugenie Bouchard, Petra Kvitová et Simona Halep avant de perdre contre Maria Sharapova en trois sets.

### 2016: second titre WTA à Doha et régularité en Grand Chelem
Le 27 février 2016, Carla Suárez Navarro remporte son second titre sur le Circuit WTA lors du Qatar Open de Doha, battant en finale la Lettone Jeļena Ostapenko en trois sets (1-6, 6-4, 6-4).

### 2017: année compliquée et fin de saison prématuré
Après son forfait au tournoi de Moscou, l'Espagnole, diminuée par une blessure au poignet, elle a préféré mettre un terme à sa saison, dans une année où elle a glissé jusqu'au 39e rang mondial. Elle termine donc son année sans aucune présence en finale, une première depuis 2011.

### 2019-2021: fin de carrière et cancer
En décembre 2019, elle annonce qu'elle envisage de prendre sa retraite au terme de la saison 2020.
En septembre 2020, Carla Suárez Navarro déclare être atteinte d'un lymphome de Hodgkin. En avril 2021, elle annonce sa guérison ainsi que sa volonté de revenir sur le circuit pour terminer sa carrière sportive fin 2021. Elle revient à la compétition à Roland-Garros, où elle s'incline dès le premier tour, en trois sets, contre Sloane Stephens.

## Palmarès

### Titres en simple dames
| No | Date       | Nom et lieu du tournoi | Catégorie | Dotation    | Surface      | Finaliste           | Score         |          |
| -- | ---------- | ---------------------- | --------- | ----------- | ------------ | ------------------- | ------------- | -------- |
| 1  | 28-04-2014 | Portugal Open, Oeiras  | Intern'l  | 250 000 $   | Terre (ext.) | Svetlana Kuznetsova | 6-4, 3-6, 6-4 | Parcours |
| 2  | 21-02-2016 | Qatar Open 2016, Doha  | Premier 5 | 2 818 000 $ | Dur (ext.)   | Jeļena Ostapenko    | 1-6, 6-4, 6-4 | Parcours |

### Finales en simple dames
| No | Date       | Nom et lieu du tournoi                   | Catégorie | Dotation    | Surface      | Vainqueure        | Score          |          |
| -- | ---------- | ---------------------------------------- | --------- | ----------- | ------------ | ----------------- | -------------- | -------- |
| 1  | 06-04-2009 | Andalucia Tennis Experience, Marbella    | Intern'l  | 500 000 $   | Terre (ext.) | Jelena Janković   | 6-3, 3-6, 6-3  | Parcours |
| 2  | 05-04-2010 | Andalucia Tennis Experience, Marbella    | Intern'l  | 220 000 $   | Terre (ext.) | Flavia Pennetta   | 6-2, 4-6, 6-3  | Parcours |
| 3  | 30-04-2012 | Estoril Open, Estoril                    | Intern'l  | 220 000 $   | Terre (ext.) | Kaia Kanepi       | 3-6, 7-66, 6-4 | Parcours |
| 4  | 25-02-2013 | Abierto Mexicano Telcel, Acapulco        | Intern'l  | 235 000 $   | Terre (ext.) | Sara Errani       | 6-0, 6-4       | Parcours |
| 5  | 29-04-2013 | Portugal Open, Oeiras                    | Intern'l  | 235 000 $   | Terre (ext.) | A. Pavlyuchenkova | 7-5, 6-2       | Parcours |
| 6  | 09-02-2015 | BNP Paribas Fortis Diamond Games, Anvers | Premier   | 731 000 $   | Dur (int.)   | Andrea Petkovic   | Forfait        | Parcours |
| 7  | 23-03-2015 | Miami Open, Miami                        | PREMIER*  | 5 381 235 $ | Dur (ext.)   | Serena Williams   | 6-2, 6-0       | Parcours |
| 8  | 11-05-2015 | Internazionali d'Italia, Rome            | Premier 5 | 2 707 664 $ | Terre (ext.) | Maria Sharapova   | 4-6, 7-5, 6-1  | Parcours |
| 9  | 19-08-2018 | Connecticut Open, New Haven              | Premier   | 799 000 $   | Dur (ext.)   | Aryna Sabalenka   | 6-1, 6-4       | Parcours |

### Titres en double dames
| No | Date       | Nom et lieu du tournoi            | Catégorie | Dotation    | Surface      | Partenaire       | Finalistes                       | Score            |          |
| -- | ---------- | --------------------------------- | --------- | ----------- | ------------ | ---------------- | -------------------------------- | ---------------- | -------- |
| 1  | 28-07-2014 | Bank of the West Classic Stanford | Premier   | 710 000 $   | Dur (ext.)   | Garbiñe Muguruza | Paula Kania Kateřina Siniaková   | 6-2, 4-6, [10-5] | Parcours |
| 2  | 15-06-2015 | Aegon Classic Birmingham          | Premier   | 731 000 $   | Gazon (ext.) | Garbiñe Muguruza | Andrea Hlaváčková Lucie Hradecká | 6-4, 6-4         | Parcours |
| 3  | 21-09-2015 | Pan Pacific Open Tokyo            | Premier   | 1 000 000 $ | Dur (ext.)   | Garbiñe Muguruza | Chan Hao-ching Chan Yung-jan     | 7-5, 6-1         | Parcours |

### Finales en double dames
| No | Date       | Nom et lieu du tournoi     | Catégorie | Dotation    | Surface      | Vainqueures                        | Partenaire       | Score             |          |
| -- | ---------- | -------------------------- | --------- | ----------- | ------------ | ---------------------------------- | ---------------- | ----------------- | -------- |
| 1  | 05-05-2014 | Madrid Open Madrid         | PREMIER*  | 4 236 425 $ | Terre (ext.) | Sara Errani Roberta Vinci          | Garbiñe Muguruza | 6-4, 6-3          | Parcours |
| 2  | 15-09-2014 | Pan Pacific Open Tokyo     | Premier   | 1 000 000 $ | Dur (ext.)   | Cara Black Sania Mirza             | Garbiñe Muguruza | 6-2, 7-5          | Parcours |
| 3  | 15-02-2015 | Tennis Championships Dubaï | Premier 5 | 2 513 000 $ | Dur (ext.)   | Tímea Babos Kristina Mladenovic    | Garbiñe Muguruza | 6-3, 6-2          | Parcours |
| 4  | 02-05-2015 | Madrid Open Madrid         | PREMIER*  | 4 785 714 $ | Terre (ext.) | Casey Dellacqua Yaroslava Shvedova | Garbiñe Muguruza | 6-3, 6-74, [10-5] | Parcours |
| 5  | 25-10-2015 | WTA Finals Singapour       | Masters   | 7 000 000 $ | Dur (int.)   | Martina Hingis Sania Mirza         | Garbiñe Muguruza | 6-0, 6-3          | Parcours |
| 6  | 21-02-2016 | Qatar Open 2016 Doha       | Premier 5 | 2 818 000 $ | Dur (ext.)   | Chan Hao-ching Chan Yung-jan       | Sara Errani      | 6-3, 6-3          | Parcours |

## Parcours en Grand Chelem

### En simple dames
| Année | Open d'Australie | Open d'Australie    | Internationaux de France | Internationaux de France | Wimbledon       | Wimbledon         | US Open         | US Open             |
| ----- | ---------------- | ------------------- | ------------------------ | ------------------------ | --------------- | ----------------- | --------------- | ------------------- |
| 2007  | —                | —                   | —                        | —                        | —               | —                 | Q2              | Tatiana Perebiynis  |
| 2008  | Q2               | Marta Domachowska   | 1/4 de finale            | Jelena Janković          | 2e tour (1/32)  | Jelena Janković   | 1er tour (1/64) | Alisa Kleybanova    |
| 2009  | 1/4 de finale    | Elena Dementieva    | 3e tour (1/16)           | Victoria Azarenka        | 3e tour (1/16)  | Venus Williams    | 2e tour (1/32)  | Shahar Peer         |
| 2010  | 3e tour (1/16)   | Serena Williams     | 1er tour (1/64)          | Olga Govortsova          | —               | —                 | 1er tour (1/64) | Chang Kai-chen      |
| 2011  | 2e tour (1/32)   | Kim Clijsters       | —                        | —                        | Q2              | Ekaterina Ivanova | 1/8 de finale   | Andrea Petkovic     |
| 2012  | 2e tour (1/32)   | Petra Kvitová       | 3e tour (1/16)           | Yaroslava Shvedova       | 1er tour (1/64) | Samantha Stosur   | 2e tour (1/32)  | Agnieszka Radwańska |
| 2013  | 3e tour (1/16)   | Svetlana Kuznetsova | 1/8 de finale            | Sara Errani              | 1/8 de finale   | Petra Kvitová     | 1/4 de finale   | Serena Williams     |
| 2014  | 3e tour (1/16)   | Dominika Cibulková  | 1/4 de finale            | Eugenie Bouchard         | 2e tour (1/32)  | Zarina Diyas      | 3e tour (1/16)  | Kaia Kanepi         |
| 2015  | 1er tour (1/64)  | Carina Witthöft     | 3e tour (1/16)           | Flavia Pennetta          | 1er tour (1/64) | Jeļena Ostapenko  | 1er tour (1/64) | Denisa Allertová    |
| 2016  | 1/4 de finale    | Agnieszka Radwańska | 1/8 de finale            | Yulia Putintseva         | 1/8 de finale   | Venus Williams    | 1/8 de finale   | Simona Halep        |
| 2017  | 2e tour (1/32)   | Sorana Cîrstea      | 1/8 de finale            | Simona Halep             | 2e tour (1/32)  | Peng Shuai        | 1/8 de finale   | Venus Williams      |
| 2018  | 1/4 de finale    | Caroline Wozniacki  | 2e tour (1/32)           | María Sákkari            | 3e tour (1/16)  | Belinda Bencic    | 1/4 de finale   | Madison Keys        |
| 2019  | 2e tour (1/32)   | Dayana Yastremska   | 3e tour (1/16)           | Markéta Vondroušová      | 1/8 de finale   | Serena Williams   | 1er tour (1/64) | Tímea Babos         |
| 2020  | 2e tour (1/32)   | Iga Świątek         | —                        | —                        | Annulé          | Annulé            | —               | —                   |
| 2021  | —                | —                   | 1er tour (1/64)          | Sloane Stephens          | 1er tour (1/64) | Ashleigh Barty    | 1er tour (1/64) | Danielle Collins    |

N.B. : à droite du résultat se trouve le nom de l'ultime adversaire.

### En double dames
| Année | Open d'Australie             | Open d'Australie           | Internationaux de France     | Internationaux de France      | Wimbledon                     | Wimbledon                 | US Open                       | US Open                      |
| ----- | ---------------------------- | -------------------------- | ---------------------------- | ----------------------------- | ----------------------------- | ------------------------- | ----------------------------- | ---------------------------- |
| 2008  | —                            | —                          | —                            | —                             | 1er tour (1/32) Arantxa Parra | Yan Zi Zheng Jie          | 1er tour (1/32) Arantxa Parra | Tracy Lin Riza Zalameda      |
| 2009  | 1er tour (1/32) P. Cetkovská | C. Dellacqua F. Schiavone  | 1er tour (1/32) P. Cetkovská | Jelena Dokić A. Kleybanova    | 2e tour (1/16) Sara Errani    | K. Barrois T. Garbin      | 2e tour (1/16) Camille Pin    | N. Llagostera M. J. Martínez |
| 2010  | 1er tour (1/32) Sara Errani  | I. Benešová B. Z. Strýcová | —                            | —                             | —                             | —                         | —                             | —                            |
| 2011  | 1er tour (1/32) L. Domínguez | E. Daniilídou Kaia Kanepi  | —                            | —                             | —                             | —                         | 1er tour (1/32) Laura Pous    | A. Sevastova Zhang Shuai     |
| 2012  | 2e tour (1/16) Sílvia Soler  | Gisela Dulko F. Pennetta   | 1er tour (1/32) A. Yakimova  | A. Amanmuradova K. Bondarenko | 2e tour (1/16) L. Domínguez   | N. Grandin V. Uhlířová    | 2e tour (1/16) Sílvia Soler   | N. Llagostera M. J. Martínez |
| 2013  | 1/4 de finale Sílvia Soler   | E. Makarova Elena Vesnina  | 1er tour (1/32) Sílvia Soler | Chan Hao-ching Darija Jurak   | 3e tour (1/8) Sílvia Soler    | A. Hlaváčková L. Hradecká | 1er tour (1/32) Sílvia Soler  | S. Williams V. Williams      |
| 2014  | —                            | —                          | 1/2 finale G. Muguruza       | Hsieh Su-wei Peng Shuai       | 3e tour (1/8) G. Muguruza     | A. Petkovic M. Rybáriková | 3e tour (1/8) G. Muguruza     | S. Williams V. Williams      |
| 2015  | 2e tour (1/16) G. Muguruza   | Klaudia Jans A. Klepač     | 1er tour (1/32) G. Muguruza  | Sílvia Soler M. T. Torró      | 2e tour (1/16) G. Muguruza    | Cara Black Lisa Raymond   | 2e tour (1/16) G. Muguruza    | I.-C. Begu Raluca Olaru      |
|       |                              |                            |                              |                               |                               |                           |                               |                              |
| 2021  | —                            | —                          | —                            | —                             | —                             | —                         | 1er tour (1/32) S. Errani     | C. Gauff C. McNally          |

N.B. : le nom de la partenaire se trouve sous le résultat ; le nom des ultimes adversaires se trouve à droite.

### En double mixte
N'a jamais participé à un tableau final.

## Parcours en «Premier Mandatory» et «Premier 5»
Découlant d'une réforme du circuit WTA inaugurée en 2009, les tournois WTA « Premier Mandatory » et « Premier 5 » constituent les catégories d'épreuves les plus prestigieuses, après les quatre levées du Grand Chelem.

### En simple dames
| Année |              | Premier Mandatory               | Premier Mandatory            | Premier Mandatory           | Premier Mandatory             |       | Premier 5 | Premier 5                   | Premier 5                   | Premier 5                    | Premier 5                         | Premier 5 | Premier 5                         |
| Année | Indian Wells | Miami                           | Madrid                       | Pékin                       |                               | Dubaï | Rome      | Canada                      | Cincinnati                  |                              | Tokyo                             |           |                                   |
| Année | Indian Wells | Miami                           | Madrid                       | Pékin                       |                               | Doha  | Rome      | Canada                      | Cincinnati                  |                              | Wuhan                             |           |                                   |
| Année | Indian Wells | Miami                           | Madrid                       | Pékin                       |                               |       | Rome      | Canada                      | Cincinnati                  |                              |                                   |           |                                   |
| 2009  |              | 2e tour (1/32) A. Glatch        | 3e tour (1/16) E. Dementieva | 1er tour (1/32) Li N.       | 1er tour (1/32) D. Hantuchová |       |           |                             | 2e tour (1/16) N. Petrova   | 1er tour (1/32) A. Radwańska | 1er tour (1/32) A. Wozniak        |           | 1er tour (1/32) A. Pavlyuchenkova |
| 2010  |              | 4e tour (1/8) A. Kleybanova     | 2e tour (1/32) S. Stosur     |                             |                               |       |           |                             |                             |                              |                                   |           |                                   |
| 2011  |              |                                 |                              |                             | 2e tour (1/16) A. Petkovic    |       |           |                             |                             |                              |                                   |           |                                   |
| 2012  |              | 2e tour (1/32) F. Pennetta      | 1er tour (1/64) S. Halep     | 2e tour (1/16) L. Šafářová  | 1/4 de finale M. Bartoli      |       |           | 1er tour (1/32) A. Ivanović |                             | 3e tour (1/8) T. Paszek      | 1er tour (1/32) A. Pavlyuchenkova |           | 1er tour (1/32) S. Halep          |
| 2013  |              | 3e tour (1/16) M. Sharapova     | 3e tour (1/16) R. Vinci      | 2e tour (1/16) K. Kanepi    | 3e tour (1/8) J. Janković     |       |           | 1er tour (1/32) E. Makarova | 1/4 de finale S. Williams   | 2e tour (1/16) S. Stosur     | 1er tour (1/32) M. Erakovic       |           | 1er tour (1/32) M. Keys           |
| 2014  |              | 3e tour (1/16) A. Cornet        | 4e tour (1/8) Li Na          | 3e tour (1/8) S. Williams   | 3e tour (1/8) M. Sharapova    |       |           |                             | 1/4 de finale A. Ivanović   | 1/4 de finale V. Williams    | 3e tour (1/8) E. Svitolina        |           | 2e tour (1/16) C. Wozniacki       |
| 2015  |              | 1/4 de finale S. Halep          | Finale S. Williams           | 1/4 de finale S. Williams   | 3e tour (1/8) T. Bacsinszky   |       |           | 1/4 de finale G. Muguruza   | Finale M. Sharapova         | 1er tour (1/32) A. Cornet    | 1er tour (1/32) S. Stephens       |           | 3e tour (1/8) V. Williams         |
| 2016  |              |                                 | 2e tour (1/32) C. Vandeweghe | 3e tour (1/8) S. Stosur     | 1er tour (1/32) Y. Shvedova   |       |           | Victoire J. Ostapenko       | 3e tour (1/8) T. Bacsinszky | 2e tour (1/16) K. Kučová     | 1/4 de finale A. Kerber           |           | 3e tour (1/8) J. Konta            |
| 2017  |              | 2e tour (1/32) K. Siniaková     | 2e tour (1/32) J, Görges     | 3e tour (1/8) C. Vandeweghe | 1er tour (1/32) Ka. Plíšková  |       |           |                             | 1er tour (1/32) L. Davis    | 1er tour (1/32) P. Kvitová   | 3e tour (1/8) S. Kuznetsova       |           | 1er tour (1/32) L. Tsurenko       |
| 2018  |              | 1/4 de finale V. Williams       | 2e tour (1/32) Wang Y.       | 1/4 de finale C. Garcia     | 2e tour (1/16) A. Kerber      |       |           | 2e tour (1/16) J. Konta     | 1er tour (1/32) D. Vekić    | 3e tour (1/8) S. Stephens    | 1er tour (1/32) V. Azarenka       |           | 1er tour (1/32) A. Sabalenka      |
| 2019  |              | 2e tour (1/32) N. Vikhlyantseva | 2e tour (1/32) V. Williams   | 2e tour (1/16) V. Kužmová   |                               |       |           | 1/4 de finale E. Svitolina  | 3e tour (1/8) K. Bertens    | 2e tour (1/16) A. Kontaveit  | 1er tour (1/32) E. Alexandrova    |           |                                   |
| 2020  |              |                                 |                              |                             |                               |       |           | 2e tour (1/16) P. Kvitová   |                             |                              |                                   |           |                                   |

Sous le résultat, l’ultime adversaire.

### En double dames
| Année | Premier Mandatory | Premier Mandatory      | Premier Mandatory | Premier Mandatory     | Premier Mandatory | Premier Mandatory   | Premier Mandatory   | Premier Mandatory | Premier 5 | Premier 5                | Premier 5         | Premier 5 | Premier 5 | Premier 5             | Premier 5 | Premier 5 | Premier 5  | Premier 5  | Premier 5 | Premier 5 | Premier 5 | Premier 5 |
| Année | Indian Wells      | Indian Wells           | Miami             | Miami                 | Madrid            | Madrid              | Pékin               | Pékin             | Dubaï     | Dubaï                    | Doha              | Doha      | Rome      | Rome                  | Canada    | Canada    | Cincinnati | Cincinnati | Tokyo     | Tokyo     | Wuhan     | Wuhan     |
| ----- | ----------------- | ---------------------- | ----------------- | --------------------- | ----------------- | ------------------- | ------------------- | ----------------- | --------- | ------------------------ | ----------------- | --------- | --------- | --------------------- | --------- | --------- | ---------- | ---------- | --------- | --------- | --------- | --------- |
| 2012  |                   |                        |                   |                       |                   |                     |                     |                   |           |                          |                   |           |           |                       |           |           |            |            |           |           |           |           |
| —     | —                 | —                      | —                 | 1er tour (1/16) Soler | Görges Stosur     | —                   | —                   |                   |           | —                        | —                 | —         | —         | 2e tour (1/8) Craybas | Chan      | —         | —          | —          | —         |           |           |           |
| 2013  |                   |                        |                   |                       |                   |                     |                     |                   |           |                          |                   |           |           |                       |           |           |            |            |           |           |           |           |
| —     | —                 | —                      | —                 | 1/2 finale Soler      | Black Erakovic    | 2e tour (1/8) Soler | Mladenovic Pennetta |                   |           | 1er tour (1/16) Rosolska | Grönefeld Peschke | —         | —         | —                     | —         | —         | —          | —          | —         |           |           |           |
| 2014  |                   |                        |                   |                       |                   |                     |                     |                   |           |                          |                   |           |           |                       |           |           |            |            |           |           |           |           |
| —     | —                 | 1/4 de finale Muguruza | Kops-Jones Spears | Finale Muguruza       | Errani Vinci      |                     |                     |                   |           | —                        | —                 |           |           |                       |           |           |            |            |           |           |           |           |

N.B. : le nom de la partenaire se trouve sous le résultat ; le nom des ultimes adversaires se trouve à droite.

## Parcours aux Masters

### En double dames
| # | Date       | Nom de l'édition                              | ($)       | Surface    | Résultat      | Partenaire       | Ultimes adversaires        | Score    |          |
| - | ---------- | --------------------------------------------- | --------- | ---------- | ------------- | ---------------- | -------------------------- | -------- | -------- |
| 1 | 20/10/2014 | BNP Paribas WTA Finals Singapour              | 6 500 000 | Dur (int.) | 1/4 de finale | Garbiñe Muguruza | Hsieh Su-wei Peng Shuai    | 6-4, 6-1 | Parcours |
| 2 | 25/10/2015 | BNP Paribas WTA Finals by SC Global Singapour | 7 000 000 | Dur (int.) | Finale        | Garbiñe Muguruza | Martina Hingis Sania Mirza | 6-0, 6-3 | Parcours |

## Parcours aux Jeux olympiques

### En simple dames
| # | Date       | Nom de l'olympiade             | Surface      | Résultat        | Ultime adversaire | Score          |          |
| - | ---------- | ------------------------------ | ------------ | --------------- | ----------------- | -------------- | -------- |
| 1 | 11/08/2008 | Olympic Tennis Event Pékin     | Dur (ext.)   | 1er tour (1/32) | Peng Shuai        | 7-5, 7-62      | Parcours |
| 2 | 28/07/2012 | Olympic Tennis Event Wimbledon | Gazon (ext.) | 2e tour (1/16)  | Kim Clijsters     | 6-3, 6-3       | Parcours |
| 3 | 06/08/2016 | Olympic Tennis Event Brésil    | Dur (ext.)   | 3e tour (1/8)   | Madison Keys      | 6-3, 3-6, 6-3  | Parcours |
| 4 | 31/07/2021 | Olympic Tennis Event Tokyo     | Dur (ext.)   | 2e tour (1/16)  | Karolína Plíšková | 6-3, 60-7, 6-1 | Parcours |

### En double dames
| # | Date       | Nom de l'olympiade                  | Surface    | Résultat      | Partenaire       | Ultimes adversaires              | Score            |          |
| - | ---------- | ----------------------------------- | ---------- | ------------- | ---------------- | -------------------------------- | ---------------- | -------- |
| 1 | 06/08/2016 | Olympic Tennis Event Rio de Janeiro | Dur (ext.) | 1/4 de finale | Garbiñe Muguruza | Ekaterina Makarova Elena Vesnina | 6-3, 6-4         | Parcours |
| 2 | 31/07/2021 | Olympic Tennis Event Tokyo          | Dur (ext.) | 1/4 de finale | Garbiñe Muguruza | Belinda Bencic Viktorija Golubic | 3-6, 6-1, [11-9] | Parcours |

### En double mixte
| # | Date       | Nom de l'olympiade                  | Surface    | Résultat       | Partenaire   | Ultimes adversaires        | Score    |          |
| - | ---------- | ----------------------------------- | ---------- | -------------- | ------------ | -------------------------- | -------- | -------- |
| 1 | 06/08/2016 | Olympic Tennis Event Rio de Janeiro | Dur (ext.) | 1er tour (1/8) | David Ferrer | Heather Watson Andy Murray | 6-3, 6-3 | Parcours |

## Parcours en Fed Cup
| #                                                                            | Date       | Lieu      | Surface         | Gagnante(s)                           | Perdante(s)                           | Score         |          |
|                                                                              |            |           |                 |                                       |                                       |               |          |
| 2008 - 1/4 de finale (groupe mondial) - Italie - Espagne - 2 : 3             |            |           |                 |                                       |                                       |               |          |
| 1                                                                            | 02/02/2008 | Naples    | Dur (int.)      | Sara Errani Tathiana Garbin           | Nuria Llagostera Carla Suárez Navarro | 6-4, 6-3      | Parcours |
|                                                                              |            |           |                 |                                       |                                       |               |          |
| 2008 - 1/2 finale (groupe mondial) - Chine - Espagne - 1 : 4                 |            |           |                 |                                       |                                       |               |          |
| 2                                                                            | 26/04/2008 | Pékin     | Dur (int.)      | Carla Suárez Navarro                  | Peng Shuai                            | 6-3, 7-64     | Parcours |
| 2                                                                            | 26/04/2008 | Pékin     | Dur (int.)      | Zheng Jie                             | Carla Suárez Navarro                  | 7-65, 6-3     | Parcours |
|                                                                              |            |           |                 |                                       |                                       |               |          |
| 2008 - Finale (groupe mondial) - Espagne - Russie - 0 : 4                    |            |           |                 |                                       |                                       |               |          |
| 3                                                                            | 13/09/2008 | Madrid    | Terre (ext.)    | Svetlana Kuznetsova                   | Carla Suárez Navarro                  | 6-3, 6-1      | Parcours |
| 3                                                                            | 13/09/2008 | Madrid    | Terre (ext.)    | Ekaterina Makarova Elena Vesnina      | Nuria Llagostera Carla Suárez Navarro | 6-2, 6-1      | Parcours |
|                                                                              |            |           |                 |                                       |                                       |               |          |
| 2009 - 1/4 de finale (groupe mondial) - République tchèque - Espagne - 4 : 1 |            |           |                 |                                       |                                       |               |          |
| 4                                                                            | 07/02/2009 | Brno      | Moquette (int.) | Petra Kvitová                         | Carla Suárez Navarro                  | 6-4, 6-4      | Parcours |
| 4                                                                            | 07/02/2009 | Brno      | Moquette (int.) | Lucie Šafářová                        | Carla Suárez Navarro                  | 6-4, 6-3      | Parcours |
|                                                                              |            |           |                 |                                       |                                       |               |          |
| 2010 - 1er tour (groupe mondial II) - Australie - Espagne - 3 : 2            |            |           |                 |                                       |                                       |               |          |
| 5                                                                            | 06/02/2010 | Adélaïde  | Dur (ext.)      | Carla Suárez Navarro                  | Alicia Molik                          | 6-1, 6-1      | Parcours |
|                                                                              |            |           |                 |                                       |                                       |               |          |
| 2010 - Barrage (groupe mondial II) - Pologne - Espagne - 1 : 4               |            |           |                 |                                       |                                       |               |          |
| 6                                                                            | 24/04/2010 | Sopot     | Moquette (int.) | Agnieszka Radwańska                   | Carla Suárez Navarro                  | 6-3, 6-1      | Parcours |
| 6                                                                            | 24/04/2010 | Sopot     | Moquette (int.) | Carla Suárez Navarro                  | Marta Domachowska                     | 6-3, 6-2      | Parcours |
|                                                                              |            |           |                 |                                       |                                       |               |          |
| 2011 - 1er tour (groupe mondial II) - Estonie - Espagne - 1 : 4              |            |           |                 |                                       |                                       |               |          |
| 7                                                                            | 05/02/2011 | Tallinn   | Dur (int.)      | Kaia Kanepi                           | Carla Suárez Navarro                  | 6-3, 6-2      | Parcours |
| 7                                                                            | 05/02/2011 | Tallinn   | Dur (int.)      | Carla Suárez Navarro                  | Anett Kontaveit                       | 6-2, 6-2      | Parcours |
|                                                                              |            |           |                 |                                       |                                       |               |          |
| 2012 - 1er tour (groupe mondial) - Russie - Espagne - 3 : 2                  |            |           |                 |                                       |                                       |               |          |
| 8                                                                            | 04/02/2012 | Moscou    | Dur (int.)      | Svetlana Kuznetsova                   | Carla Suárez Navarro                  | 6-3, 6-1      | Parcours |
| 8                                                                            | 04/02/2012 | Moscou    | Dur (int.)      | Carla Suárez Navarro                  | Nadia Petrova                         | 6-0, 6-3      | Parcours |
|                                                                              |            |           |                 |                                       |                                       |               |          |
| 2013 - Barrage (groupe mondial I) - Espagne - Japon - 4 : 0                  |            |           |                 |                                       |                                       |               |          |
| 9                                                                            | 20/04/2013 | Barcelone | Terre (ext.)    | Carla Suárez Navarro                  | Misaki Doi                            | 6-3, 6-4      | Parcours |
| 9                                                                            | 20/04/2013 | Barcelone | Terre (ext.)    | Carla Suárez Navarro                  | Ayumi Morita                          | 6-3, 7-5      | Parcours |
|                                                                              |            |           |                 |                                       |                                       |               |          |
| 2014 - 1er tour (groupe mondial) - Espagne - République tchèque - 2 : 3      |            |           |                 |                                       |                                       |               |          |
| 10                                                                           | 08/02/2014 | Séville   | Terre (ext.)    | Carla Suárez Navarro                  | Barbora Z. Strýcová                   | 6-1, 6-4      | Parcours |
| 10                                                                           | 08/02/2014 | Séville   | Terre (ext.)    | Carla Suárez Navarro                  | Klára Zakopalová                      | 1-6, 6-3, 6-3 | Parcours |
| 10                                                                           | 08/02/2014 | Séville   | Terre (ext.)    | Andrea Hlaváčková Barbora Z. Strýcová | Sílvia Soler Carla Suárez Navarro     | 7-67, 6-3     | Parcours |
|                                                                              |            |           |                 |                                       |                                       |               |          |
| 2016 - 1er tour (groupe mondial II) - Serbie - Espagne - 0 : 4               |            |           |                 |                                       |                                       |               |          |
| 11                                                                           | 06/02/2016 | Kraljevo  | Dur (int.)      | Carla Suárez Navarro                  | Jelena Janković                       | 6-4, 6-2      | Parcours |
|                                                                              |            |           |                 |                                       |                                       |               |          |
| 2016 - Barrage (groupe mondial I) - Espagne - Italie - 4 : 0                 |            |           |                 |                                       |                                       |               |          |
| 12                                                                           | 16/04/2016 | Lérida    | Terre (ext.)    | Carla Suárez Navarro                  | Roberta Vinci                         | 6-1, 6-1      | Parcours |
|                                                                              |            |           |                 |                                       |                                       |               |          |
| 2018 - 1er tour (groupe mondial II) - Italie - Espagne : 3 : 2               |            |           |                 |                                       |                                       |               |          |
| 13                                                                           | 10/02/2018 | Chieti    | Terre (int.)    | Carla Suárez Navarro                  | Jasmine Paolini                       | 6-2, 6-3      | Parcours |
| 13                                                                           | 10/02/2018 | Chieti    | Terre (int.)    | Sara Errani                           | Carla Suárez Navarro                  | 6-3, 3-6, 6-3 | Parcours |

## Classements WTA en fin de saison
| Année          | 2004 | 2005 | 2006 | 2007 | 2008 | 2009 | 2010 | 2011 | 2012 | 2013 | 2014 | 2015 | 2016 | 2017 | 2018 |
| Rang en simple | 613  | 358  | 289  | 169  | 50   | 34   | 57   | 56   | 34   | 17   | 18   | 13   | 12   | 40   | 23   |
| Rang en double | 547  | 536  | 358  | 149  | 567  | 118  | 1014 | 1123 | 132  | 58   | 20   | 13   | 74   | -    | -    |

Source : (en) Classements de Carla Suárez Navarro sur le site officiel de la Fédération internationale de tennis

## Records et statistiques

### Confrontations avec ses principales adversaires
Confrontations lors des différents tournois WTA avec ses principales adversaires (6 confrontations minimum et avoir été membre du top 10). Classement par pourcentage de victoires. Situation au 16 mars 2018 :

### Victoires sur le top 10
Toutes ses victoires sur des joueuses classées dans le top 10 de la WTA lors de la rencontre.
| Légende         |
| Grand Chelem    |
| Jeux olympiques |
| Masters         |
| Premier         |
| Elite Trophy    |
| Intern'l        |
| Fed Cup         |

| #  |       |  | Tournoi          | Année | Surface             |                 | Adversaire          | Rang  | Tour          | Score           | Tableau |
| -- | ----- |  | ---------------- | ----- | ------------------- | --------------- | ------------------- | ----- | ------------- | --------------- | ------- |
| 1  | no 46 |  | Open d'Australie | 2009  | Dur                 |                 | Venus Williams      | no 6  | 1/32          | 2-6, 6-3, 7-5   | Tableau |
| 2  | no 42 |  | Indian Wells     | 2010  | Dur                 |                 | Svetlana Kuznetsova | no 3  | 1/32          | 6-4, 4-6, 6-1   | Tableau |
| 3  | no 44 |  | Jeux olympiques  | 2012  | Gazon               |                 | Samantha Stosur     | no 5  | 1/32          | 3-6, 7-5, 10-8  | Tableau |
| 4  | no 46 |  | Pékin            | 2012  | Dur                 |                 | Petra Kvitová       | no 5  | 1/16          | 6-3, 6-2        | Tableau |
| 5  | no 33 |  | Open d'Australie | 2013  | Dur                 |                 | Sara Errani         | no 7  | 1/64          | 6-4, 6-4        | Tableau |
| 6  | no 23 |  | Stuttgart        | 2013  | Terre battue (int.) |                 | Caroline Wozniacki  | no 10 | 1/16          | 7-66, 6-1       | Tableau |
| 7  | no 23 |  | Madrid           | 2013  | Terre battue        |                 | Samantha Stosur     | no 9  | 1/32          | 7-67, 6-2       | Tableau |
| 8  | no 20 |  | US Open          | 2013  | Dur                 |                 | Angelique Kerber    | no 9  | 1/8           | 4-6, 6-3, 7-63  | Tableau |
| 9  | no 16 |  | Dubaï            | 2014  | Dur                 |                 | Petra Kvitová       | no 6  | 1/8           | 1-6, 6-4, 7-64  | Tableau |
| 10 | no 16 |  | Stuttgart        | 2014  | Terre battue (int.) |                 | Angelique Kerber    | no 7  | 1/8           | 7-5, 6-4        | Tableau |
| 11 | no 16 |  | Montréal         | 2014  | Dur                 |                 | Maria Sharapova     | no 6  | 1/8           | 6-2, 4-6, 6-2   | Tableau |
| 12 | no 17 |  | Sydney           | 2015  | Dur                 |                 | Ekaterina Makarova  | no 10 | 1/8           | 4-6, 6-1, 6-4   | Tableau |
| 13 | no 13 |  | Dubaï            | 2015  | Dur                 |                 | Petra Kvitová       | no 3  | 1/8           | 6-3, 4-6, 6-3   | Tableau |
| 14 | no 14 |  | Doha             | 2015  | Dur                 |                 | Petra Kvitová       | no 4  | 1/4           | 3-6, 6-0, 6-3   | Tableau |
| 15 | no 12 |  | Miami            | 2015  | Dur                 |                 | Agnieszka Radwańska | no 8  | 1/8           | 5-7, 6-0, 6-4   | Tableau |
| 16 | no 12 |  | Miami            | 2015  | Dur                 | Andrea Petkovic | no 10               | 1/2   | 6-3, 6-3      |                 | Tableau |
| 17 | no 12 |  | Madrid           | 2015  | Terre battue        |                 | Ana Ivanović        | no 7  | 1/8           | 7-5, 1-6, 6-4   | Tableau |
| 18 | no 12 |  | Rome             | 2015  | Terre battue        |                 | Eugenie Bouchard    | no 6  | 1/8           | 62-7, 7-5, 7-67 | Tableau |
| 19 | no 12 |  | Rome             | 2015  | Terre battue        | Petra Kvitová   | no 4                | 1/4   | 6-3, 6-2      |                 | Tableau |
| 20 | no 12 |  | Rome             | 2015  | Terre battue        | Simona Halep    | no 2                | 1/2   | 2-6, 6-3, 7-5 |                 | Tableau |
| 21 | no 11 |  | Doha             | 2016  | Dur                 |                 | Agnieszka Radwańska | no 3  | 1/2           | 6-2, 6-0        | Tableau |
| 22 | no 11 |  | Fed Cup          | 2016  | Terre battue        |                 | Roberta Vinci       | no 8  | Barrages      | 6-1, 6-1        | Tableau |
| 23 | no 15 |  | Birmingham       | 2016  | Gazon               |                 | Angelique Kerber    | no 4  | 1/4           | 6-4, 1-6, 7-5   | Tableau |
| 24 | no 11 |  | Cincinnati       | 2016  | Dur                 |                 | Roberta Vinci       | no 3  | 1/8           | 6-1, 7-5        | Tableau |
| 25 | no 27 |  | Indian Wells     | 2018  | Dur                 |                 | Elina Svitolina     | no 4  | 1/16          | 7-5, 6-3        | Tableau |
| 26 | no 25 |  | Rome             | 2018  | Terre battue        |                 | Elina Svitolina     | no 4  | 1/16          | 2-6, 7-63, 6-4  | Tableau |
| 27 | no 24 |  | US Open          | 2018  | Dur                 |                 | Caroline Garcia     | no 6  | 1/16          | 5-7, 6-4, 7-64  | Tableau |